# Gagrella histrionica
Gagrella histrionica is een hooiwagen uit de familie Sclerosomatidae.